# Oxia
Oxia (en griego: Οξεία) u Oxeia es una isla griega deshabitada en el mar Jónico, en el municipio de Ítaca.
En esta isla se reunieron en octubre del año 1571 los buques de guerra de la Liga Santa para vencer a la flota de los otomanos al sur de la misma en la Batalla de Lepanto del 7 de octubre de ese mismo año.
En 2013, el emir de Catar, Hamad bin Jalifa Al Thani la adquirió, con otras seis islas del archipiélago, a sus propietarios greco-australianos por 6 millones de euros.
El ex emir tiene la intención de construir varias casas para él y su familia cuando acudan de vacaciones a descansar.

## Ubicación

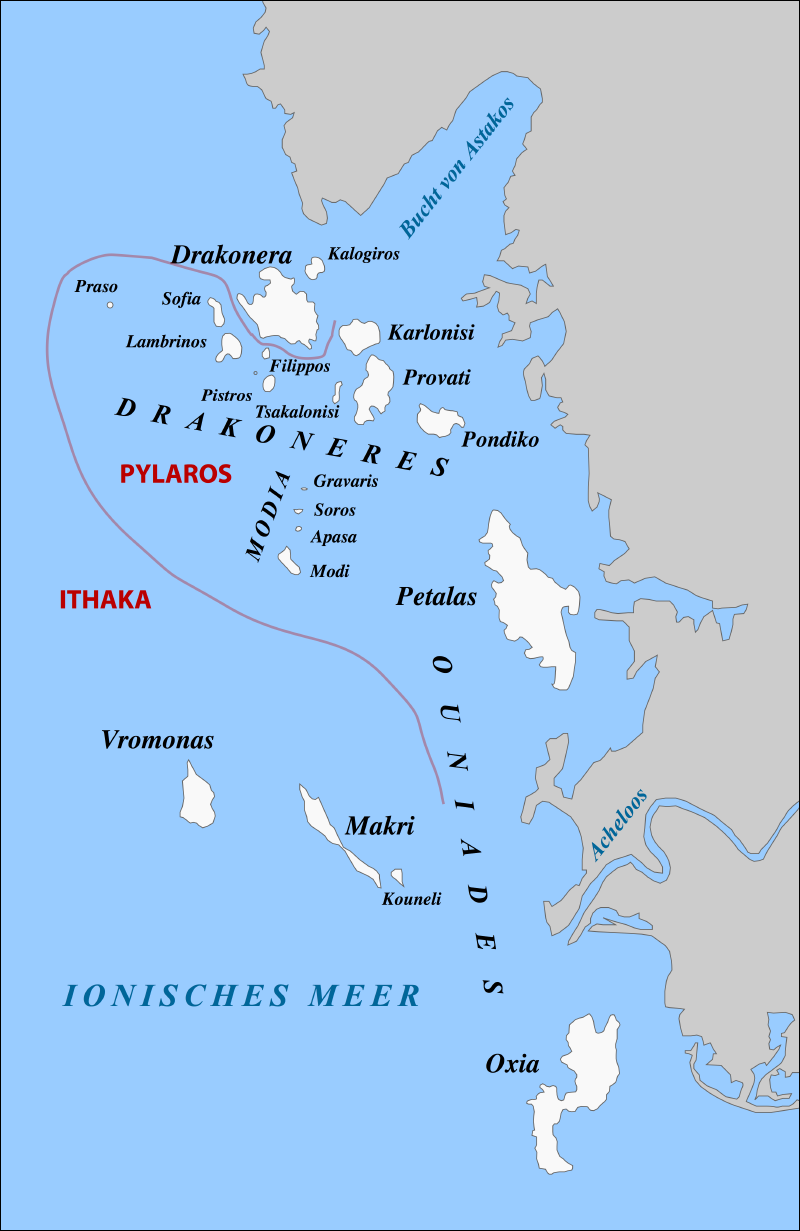
Islas Equínadas (Oxia situada en la desembocadura del río Aqueloo)

Pertenece al archipiélago de las Islas Equínadas de las cuales es la isla más grande en la zona sur (Ouniades), una parte de las Islas Jónicas. Oxia posee el punto más alto de este archipiélago, 421 metros. Tiene cerca de cuatro kilómetros de largo y hasta 1,7 km de ancho, la isla es rocosa y está situada a 1.500 metros frente a la península griega, cerca de la desembocadura del río Aqueloo y a 30 kilómetros al oeste de la ciudad de Mesolongi. Se encuentra en la entrada oeste del golfo de Patras.